# کالو چوریو
کالو چوریو (به لاتین: Kalo Chorio (Çamlıköy)) یک منطقهٔ مسکونی در قبرس است که در ناحیه نیکوزیا واقع شده‌است.

## خصوصیات
کالو چوریو ۱۷۰ نفر جمعیت دارد.